# Sommer-Paralympics 2016/Teilnehmer (Republik Moldau)
| stlisierte Goldmedaille | stlisierte Silbermedaille | stlisierte Bronzemedaille |
| ----------------------- | ------------------------- | ------------------------- |
| —                       | —                         | —                         |

Die Republik Moldau entsendete zu den Paralympischen Sommerspielen 2016 in Rio de Janeiro zwei Athleten, einen Mann und eine Frau.

## Teilnehmer nach Sportart

### Leichtathletik
Frauen:
- Oxana Spataru (Kugelstoßen F40) – 4,02 m (Platz 10)

### Schwimmen
Männer:
- Alexandr Covaliov (50 und 100 Meter Freistil S11) – Vorlauf 16. / Vorlauf 13.